# Le Pape des chimpanzés
Le Pape des chimpanzés (titre original : The Pope of the Chimps) est une nouvelle de science-fiction de Robert Silverberg.

## Parutions

### Publications aux États-Unis
La nouvelle est publiée aux États-Unis en octobre 1982 dans Perpetual Light, anthologie composée par Alan Ryan pour les éditions Warner Books.
Au total, de 1982 à 2014, la nouvelle a été publiée à plus d'une vingtaine de reprises dans divers recueils ou anthologies.

### Publications en France
Elle est tout d'abord parue en France dans l'anthologie Univers 1983, avec une traduction de Iawa Tate.
Elle a été publiée ensuite en avril 2003 dans l'anthologie Voile vers Byzance, avec une traduction de Pierre-Paul Durastanti)
Les deux traductions sont assez éloignées l'une de l’autre.
Concernant la publication dans Voile vers Byzance, la nouvelle est donc l'une des 124 meilleures nouvelles de Silverberg sélectionnées pour l'ensemble de recueils Nouvelles au fil du temps, dont Voile vers Byzance est le troisième tome.

### Publication en Italie
La nouvelle a été publiée en Italie en 1988 sous le titre  Il Papa Degli Scimpanzè.

## Distinctions
La nouvelle a été sélectionnée pour concourir à la désignation du prix Nebula de la meilleure nouvelle courte 1982, mais n'a pas obtenu le prix.
Elle a ensuite été proposée au prix Locus de la meilleure nouvelle longue 1983, sans obtenir le prix.

## Thématique
La nouvelle rejoint les interrogations d'un autre auteur de science-fiction, Philip K. Dick, qui se demandait notamment si des robots pouvaient ressentir des sentiments humains, et si notamment ils pouvaient être en quête de mysticisme ou de théologie morale.
Silverberg, dans la nouvelle, soulève la même interrogation s'agissant des héros, qui sont des chimpanzés. L'auteur avait évoqué la même question dans une autre nouvelle parue douze ans auparavant, Les Amours d'Ismaël (juillet 1970), où le héros était un dauphin amoureux.

## Résumé
Un centre scientifique américain élève des chimpanzés et étudie l'évolution de leurs mœurs et de leur intelligence. Comment « éduquer » des chimpanzés ? Comment communiquer avec eux ? Tels sont les principaux sujets d'étude de ce centre d'éthologie.
Un jour, les scientifiques apprennent qu'un de leurs collègues, Vendelmans, a une leucémie et que ses jours sont comptés. Comment annoncer la nouvelle aux singes ? Jusqu'à présent, les singes n'avaient jamais été informés qu'un humain pouvait mourir. Quant l'un d'eux était décédé, on leur avait dit qu'il « était parti » (au sens de prendre sa retraite). Vendelmans propose à ses collègues de dire la vérité aux singes dès maintenant : leur révéler sa maladie, leur révéler sa mort prochaine, puis étudier les modifications induites par ces annonces. Les scientifiques débattent plusieurs jours et, finalement, se résolvent à faire l'annonce aux singes. Même si ces derniers ne le montrent pas explicitement par des commentaires en langue des signes ou par leur langage parlé, ils sont néanmoins perturbés par ces informations. Ils se mettent à avoir de longs conciliabules secrets entre eux et ils scrutent chacun des mouvements de Vendelmans. Leur comportement se modifie encore plus lorsque ce dernier quitte définitivement le centre de recherches : le doyen des singes et le plus intelligent, Grimsky, se comporte comme une sorte de chef de clan ; de nouveaux signes de langages inconnus jusqu'alors font leur apparition ; un proverbe (« Qui bondit loin reviendra ») fait son apparition ; vocalisation nouvelle dans le langage oral. Un autre singe, Leo, a découvert le chapeau et une chemise de travail de Vendelmans, et s'en revêt. Il acquiert une aura auprès de ses congénères. Les scientifiques, d'abord amusés, découvrent avec étonnement qu'une sorte de mystique simiesque, voire une théologie simiesque, se crée, avec un pape (Grimsky), un camerlingue (Leo), des prêtres, des fidèles. L'état de santé de Grimsky se détériore de plus en plus, et il meurt. Il est remplacé en tant que chef de clan et « pape des chimpanzés » par Leo, qui développe les actes du singe défunt.
Une nouvelle bouleverse alors le centre : une chimpanzé femelle, Chicory, a été tuée par l'un de ses congénères. S'agit-il d'un meurtre rituel ? d'un sacrifice ? d'une vengeance ? Les scientifiques font leur enquête et interrogent les singes, tandis que Leo, considéré comme le meneur, est enfermé au cachot. Le lendemain, un deuxième chimpanzé, Buster, est retrouvé assassiné. Comme Leo était enfermé, l'acte a forcément été commis par un autre singe. Les scientifiques s'affolent : va-t-on assister à des meurtres réguliers ? l'élevage va-t-il être décimé par des tueries ? Le lendemain, un troisième singe, Mimsy, est découverte morte. Les scientifiques sont décontenancés et ne savent comment arrêter cette violence inattendue.
On en parle à Judy Vendelmans, qui revient au centre après plusieurs semaines de deuil. Elle explique qu'elle sait comment parler aux singes. Elle fait sortir Leo du cachot et s'entretient longuement avec lui. Elle lui déclare qu'elle revient du paradis, où elle a vu Vendelmans. Elle a aussi vu le dieu des humains, qui se plaint de recevoir trop de chimpanzés dans un court laps de temps. Les trois singes morts vont devoir attendre dans des « cages de stockage » avant que ne sonne l'heure de la félicité éternelle. Dieu a été catégorique : plus aucun chimpanzé ne doit mourir ! Leo est relâché et explique à sa manière aux autres singes ce que lui a dit Judy. Depuis, les meurtres de singes ont cessé, et le pouvoir de Leo sur la petite communauté s'est encore renforcé, exerçant une réelle emprise spirituelle sur ses congénères.